# Оливье (фильм)
«Оливье» — белорусско-российский фильм 2022 года режиссёров Андрея Никифорова и Игоря Четверикова.

## Сюжет
У семьи Михаила Верина, сатирика-юмориста на заслуженной пенсии, ежегодная традиция — встречаться перед Новым годом в его московской квартире для того, чтобы поесть салат оливье, приготовленный по особому дедушкиному рецепту. Семья большая — два сына и дочь, да ещё взрослый уже внук.
Но все они приехали, чтобы выяснить, кому же всё-таки перейдёт огромная отцовская квартира в самом центре Москвы.
Однако неожиданно в квартире их встречает молодая темнокожая красавица — медсестра по имени Люба, которую Михаил Верин представляет своей невестой. Все в шоке и не понимают: то ли их разыгрывают, то ли в гонке за заветную квартиру появился новый претендент.
Кроме самого Михаила Верина и его подставной невесты Любы, за столом — всё его семейство.
Старший сын Виктор с женой Кариной. Сам он — средний чиновник, современный российский интеллигент с соответствующими возрастными проблемами, которого тяготит обыденность и неспособность поменять свою жизнь, а его жена — хваткая торговка с рынка, взрослая и состоявшаяся женщина.
Внук Дима, сын Виктора — парень с философским складом ума и юмористическим отношением к жизни и к себе, пришедший с девушкой Алиной.
Средняя дочь, Саша, незамужняя, изображающая из себя жутко деловую женщину, у которой почему-то ничего в жизни нет — ни доходов, ни жилья, ни семьи.
Младший сын Игорь с гражданской женой Лизой. Хипстер, считающий себя ещё молодым, которому пока ничего не надо, но на самом деле он просто боится встречаться с реальностью, ведь в противном случаем ему придётся повзрослеть.
Кроме них, на застолье заглядывает сосед — композитор Григорий Забродский.
За столом десять человек, и у каждого своя драма. Появление Любы впервые за долгие годы провоцирует родственников на неожиданные откровения.

## В ролях
- Сергей Шакуров — Михаил Александрович Верин
- Станислав Дужников — Виктор Верин, старший сын Михаила
- Ирина Пегова — Карина Верина, жена Виктора
- Марина Петренко — Саша Верина, дочь Михаила
- Антон Денисенко — Игорь Верин, младший сын Михаила
- Елена Полянская — Лиза, гражданская жена Игоря
- Егор Сазыкин — Дима, сын Карины и Виктора
- Виктория Разумовская — Алина, девушка Димы
- Тереза Диуро — Люба, невеста Михаила, медсестра «скорой»
- Владимир Иванов — Григорий Павлович Забродский, друг Михаила, композитор

## Показ
Фильм не выходил в кинопрокат, закрытый предпремьерный показ прошёл 22 декабря 2022 года в кинотеатре «Иллюзион» в Москве, а премьера состоялась 29 декабря 2022 года в канун Нового года на онлайн-кинотеатрах «Кинопоиск» и Premier.

## Критика
Критики оценили фильм как слабый, отмечается, что «Оливье» не является собственно новогодней комедией и вообще комедией.
Фильм «вышел не столько смешным, сколько серьёзным, поднимающим всегда актуальные проблемы понимания друг друга между людьми разных поколений», донося «банальные истины».
Кинокритик Валерий Кичин в «Российской газете» заметил, что при заявленных создателями претензиях, как и многими другими смельчаками до этого, занять за новогодним столом почётное место рязановской «Иронии судьбы», фильм никак не дотягивает даже до среднего уровня: «многообещающий замах теряет энергию и заканчивается тем, что и шлепком не назовёшь».
По мнению рецензента из газеты «Звязда», фильм если и напоминает рязановскую классику, то фильм «Гараж», а неудача его в структурном построении сюжета как набора монологов сценаристом Алексеем Зюзиным, бывшим КВНщиком, много лет писавшим юмористические монологи для телевизионных передач жанра стендап вроде Comedy Club:

Ведь «Оливье» — не фильм как таковой, а подборка исповедальных монологов, смонтированных один за другим на манер какого-нибудь комедийного шоу.

В драматургическом плане фильм вышел беззубым, и беззубость та выражается в отсутствии чёткого конфликта между героями. Формально конфликт заявлен, но решается он, как ни парадоксально, не с помощью диалога, жаркого спора, к которому подталкивает сама мизансцена, а наоборот — через монолог. Получается, сознательно отсекая самое интересное, картина попросту стреляет себе в ногу…
Однако в то же время рецензент высоко оценил актёрскую игру в отдельных монологах героев, их характеры «получились действительно яркие, выпуклые»:

Особенно выделяются здесь линии самого Михаила Верина, его старшего сына Виктора и его жены Карины. На их счету и сильнейшие актёрские партии в фильме. Сергей Шакуров вообще вне конкуренции, молодым актёрам есть чему поучиться у старшего коллеги, но ни Станислав Дужников, ни Ирина Пегова не отстают ни на шаг!

## Рецензии
- Валерий Кичин. На экраны вышли два новогодних фильма — «Чук и Гек» и «Оливье» // Российская газета — Федеральный выпуск: № 297(8945) от 29 декабря 2022
- Максим Градов. Праздничный делёж наследства: о чём новогодняя комедия «Оливье» // RT, 29 декабря 2022
- Андрей Волков. Семейное застолье. Рецензия на фильм «Оливье» // «25-й кадр». Независимый журнал о кино, 3 января 2023
- Бернард Затылкин. Насколько «вкусным» оказался «Оливье»? // Звязда, 11 февраля 2023
- Яўгенія Габец. Ідэальны рэцэпт «Аліўе»: каб не скісла // «Культура і Мастацтва», 29 января 2023  (бел.)